# Henryk I hrabia Sternberg-Waldeck
Henryk I von Waldeck-Schwalenberg (zm. 1279) – od 1243 hrabia von Sternberg.
Pochodził z rodu hrabiów  Waldeck-Schwalenberg. Jego rodzicami byli hrabia Wolkwin III von Waldeck-Schwalenberg i Ermengarda.
Podczas  swego panowania wzniósł Sternberg i od 1243 nazywany był hrabią  von Sternberg. Jego władztwo obejmowało miasta Tilithigau Barntrup, Alverdissen, Bösingfeld, Salzuflen i inne.
W roku 1257 poparł biskupa Brunona z Isenberg w sporze o następstwo biskupiego tronu biskupa Osnabrück.

## Rodzina i dzieci
Ożenił się z córką hrabiego Henryka II von Woldenburg i miał z nią piątkę dzieci:
- Hoyer I (zm. ok. 1303)
- Konrad II von Sternberg (zm. 1277), arcybiskup Magdeburga (1266-1277)
- Oda (zm. 1304), oo Otto I von Oldenburg-Delmenhorst
- Mechtylda (zm. po 1305), oo Fryderyk von Dorstadt
- Henryk II (zm. po 1299, współrządca ojca)